# An Tân (phường)
An Tân là một phường thuộc thị xã An Khê, tỉnh Gia Lai, Việt Nam.
Phường An Tân có diện tích 4,57 km², dân số năm 2003 là 3.034 người, mật độ dân số đạt 664 người/km².